# Université de Menufeya
 (juin 2018).
Si vous disposez d'ouvrages ou d'articles de référence ou si vous connaissez des sites web de qualité traitant du thème abordé ici, merci de compléter l'article en donnant les références utiles à sa vérifiabilité et en les liant à la section « Notes et références ».
L'université de Menufeya (en arabe : جامعة المنوفية ; en anglais : Menoufia University) est une université publique située à Shibin El Kom (Gouvernorat de Menufeya), en Égypte.
Elle est classée par le U.S. News & World Report au 57e rang du classement régional 2016 des universités arabes.